# برایتون، ویکتوریا
برایتون (به انگلیسی: Brighton) یک حومه شهر در استرالیا است که در ویکتوریا (استرالیا) واقع شده‌است.